# Adcox Student Prince
O Adcox Student Prince foi um biplano biposto monomotor de cockpit aberto designado por Basil Smith e construído por estudantes da US Adcox Aviation Trade School em 1929. Ele foi baseado no Adcox Special, e o primeiro exemplar voou em 17 de setembro do mesmo ano.
Um único exemplar do Student Prince X foi produzido em 1931 com um motor ACE de 90 hp (67,1 kW).
Em 2004 existia um único exemplar ainda registrado nos Estados Unidos, que foi sucessivamente re-motorizado com um Kinner K-5 de 100 hp (74,6 kW), um Warner Scarab Junior de 110 hp (82,0 kW), um Comet 150hp de 150 hp (112 kW), um
Wright-Hisso A também de 150hp e um Continental E-225 de 220 hp (164 kW) em 1963.